# Hurling

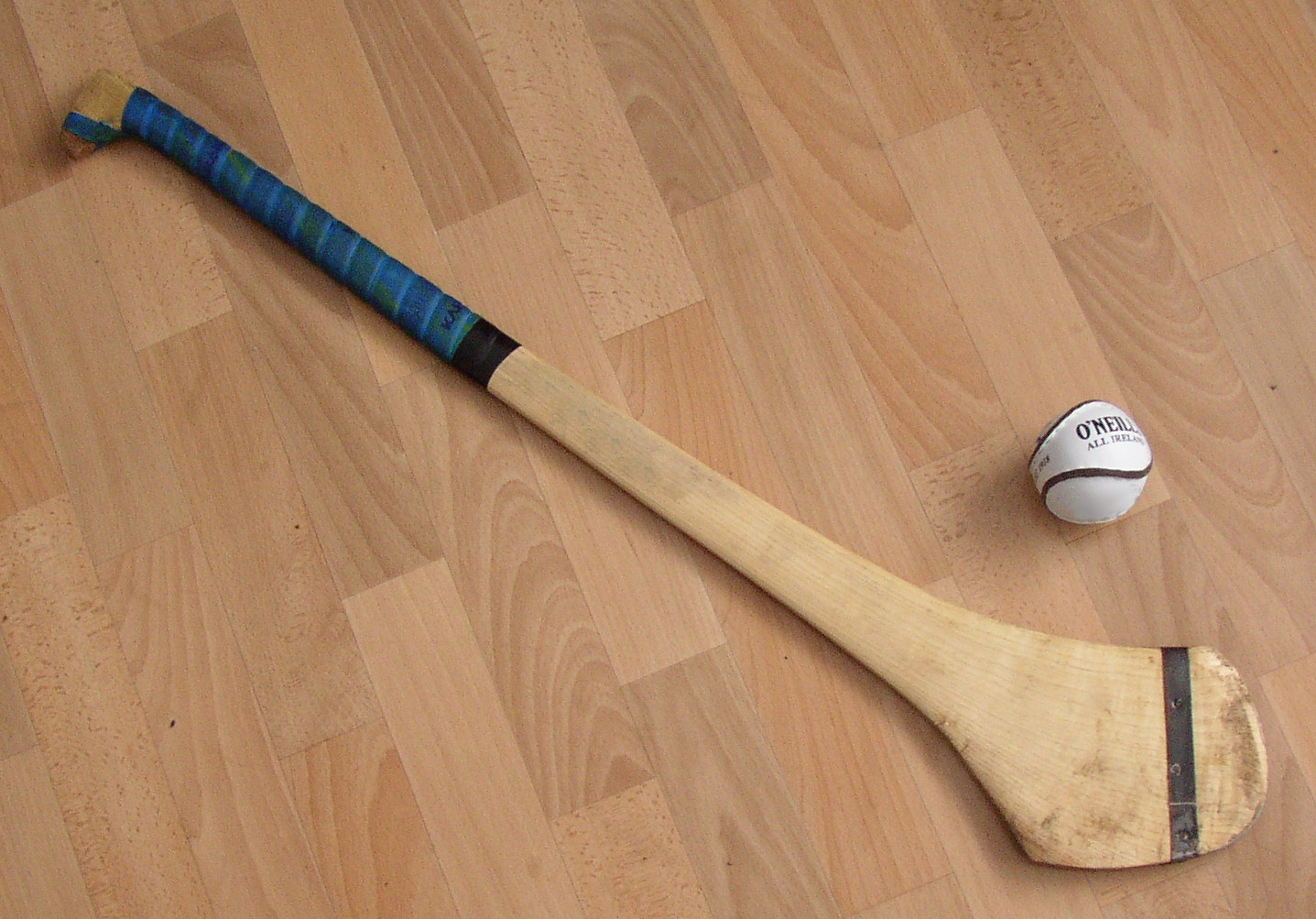
Hurlingová pálka a míček

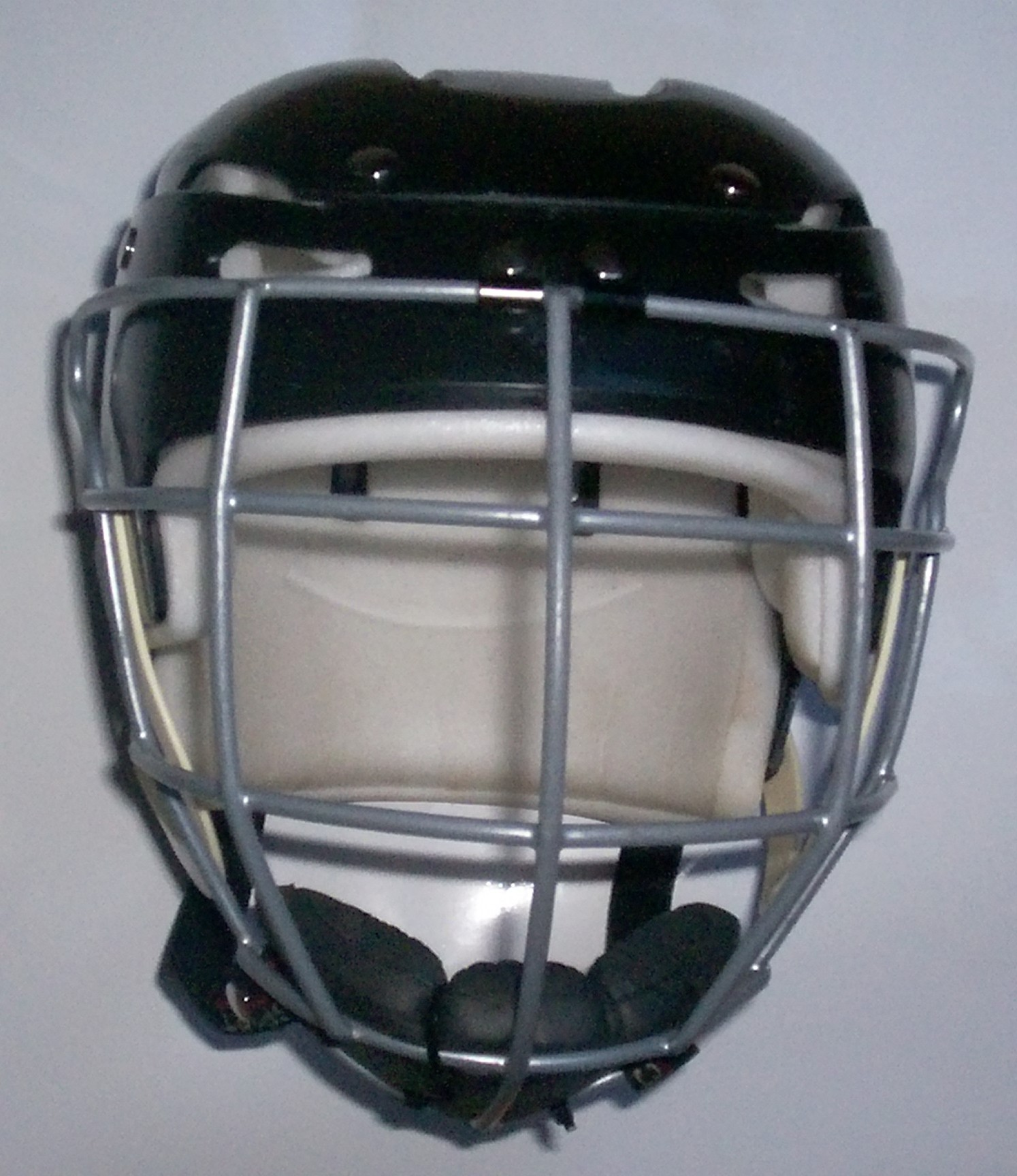
Hurlingová helma

Hurling (irsky iománaíocht nebo iomáint) je irský národní sport. Jedná se o kolektivní sport s 15 hráči na každé straně. Obdobná hra pro ženy se nazývá camogie (camógaíocht).
Všichni hráči mají krátkou jasanovou pálku (hurley), jejich úkolem je dopravit malý míček (sliotar) buď přímo do brány hlídané brankářem (3 body), nebo mezi tyče nad bránou (1 bod). Hráči smí sliotar chytit do ruky a udělat s ním nejvíce čtyři kroky, poté ho musí odpálit.
Hráči nenosí žádné chrániče, od roku 2010 jsou povinni mít helmu. Rychlostí až 150 km/h může sliotar doletět do vzdálenosti i 100 metrů, což dělá hru velmi rychlou.

## Přehled
- Tým se skládá z 15 hráčů
- Pálka je většinou 70–100 cm (26–40 palců) dlouhá
- Brankářova pálka má bas (zakřivený, plochý konec) obvykle dvakrát větší než mají pálky ostatních hráčů, což brankáři poskytuje výhodu proti rychle se pohybujícímu sliotaru
- Míček nazývaný sliotar má korkový střed a povrch z kůže; měří 69–72 mm v obvodu, a váží 110–120 g

## Pravidla
Hurling se hraje na hřišti 130–145 m dlouhém a 80–90 m širokém. Brána je 6,4 m široká a 2,5 m vysoká. Tyče nad ní jsou nejméně 6 m vysoké. Na stejném hřišti se hraje i galský fotbal. Zápas trvá 70 minut (35 minut poločas). Během hry je povoleno 5 střídání.
Na průběh hry dohlíží 8 rozhodčích.